# Зенодот (философ)
Зенодот (греч. Ζηνόδοτος; V век н. э.) — философ неоплатонической школы, живший и преподававший в Афинах. Известен только по упоминаниям другими авторами.
Дамаский в «Жизнеописании Исидора» пишет о Зенодоте как о «любимце (παιδικά) Прокла». Он стал учителем Дамаския, когда тот около 492 г.  приехал в Афины для изучения философии. В то время как Марин преподавал Дамаскию математику и естественные науки, Зенодот преподавал классические философские дисциплины.
Вопрос о том, стал ли Зенодот схолархом Афинской школы после смерти Прокла в 485 году, разделив этот пост с Марием, либо уже после его смерти, является дискуссионным. Несмотря на возлагавшиеся на Зенодота надежды со стороны Прокла, его преемником на посту главы школы стал не он, а Марий Неаполитанский. Фотий в своей «Библиотеке» утверждает, что Зенодот также стал схолархом школы, либо как коллега и заместитель Марина, либо как его преемник (формулировка неясна). Согласно современной гипотезе, Зенодот стал руководителем школы лишь позже, а именно как преемник Исидора и предшественник Дамаския, последнего главы школы. Однако нет никаких доказательств, подтверждающих это предположение, и вопрос о том, руководил ли Зенодот школой когда-либо, остается спорным.